# 岐灘駅
岐灘駅（キタンえき）は朝鮮民主主義人民共和国黄海北道平山郡にある、朝鮮民主主義人民共和国鉄道省の駅である。

## 隣の駅
朝鮮民主主義人民共和国鉄道省
青年伊川線
平山駅 - 岐灘駅 - 砧橋駅